# Florian Zeller
Pour les articles homonymes, voir Zeller.
Œuvres principales
Le Père, La Vérité, Le Fils, The Father
Florian Zeller est un écrivain, scénariste et réalisateur français, né le 28 juin 1979 à Paris.
Il est, selon L'Express, « le meilleur dramaturge français » ; selon The Times, il est « l'auteur de théâtre le plus passionnant de notre époque »,.
Il est également l'auteur français vivant le plus joué dans le monde,,,,.
Ses pièces les plus célèbres sont Le Père, La Mère, Le Fils ou encore Avant de s'envoler. 
Son premier long métrage en tant que réalisateur, The Father (2020), a remporté de nombreuses récompenses internationales, dont deux Oscars en 2021 et le César du meilleur film étranger en 2022.

## Biographie

### Jeunesse et formation
Né à Paris, Florian Zeller grandit en Bretagne chez sa grand-mère. Sa famille vit un temps dans les Yvelines à Chatou.
Il étudie au sein de l'Institut d'études politiques de Paris, dont il est diplômé en 2000.

### Débuts
En 2002, Florian Zeller publie un premier roman, Neiges artificielles, qui reçoit le prix de la fondation Hachette.
Il travaille également comme maître de conférences associé à Sciences Po.
Il publie en 2004 La Fascination du pire qui obtient le prix Interallié.

### Théâtre
La carrière théâtrale de Florian Zeller commence avec L'Autre en 2004 : cette première pièce est très bien reçue par la critique et par le public, au point d'être remontée à deux reprises, en 2007 au Studio des Champs-Élysées et en 2015 au théâtre de Poche-Montparnasse.
Depuis 2004, il a écrit une quinzaine de pièces de théâtre, créées d'abord en France, puis à l'étranger. 
Les plus grands acteurs français les ont interprétées : de Catherine Frot (Si tu mourais, en 2006) à Catherine Hiegel (La Mère, en 2010), en passant par Sara Forestier (L'Autre, en 2007), Pierre Arditi (La Vérité, en 2011 ; Le Mensonge, en 2015),, Robert Hirsch (Le Père, en 2012 ; Avant de s'envoler, en 2016),, Fabrice Luchini (Une Heure de tranquillité, en 2013), Daniel Auteuil (L'Envers du décor, en 2016), Isabelle Huppert (The Mother, en 2019) ou encore Yvan Attal et Rod Paradot (Le Fils, en 2018)…
Si ses pièces ont souvent été récompensées en France et à l'étranger, leurs interprètes l'ont également souvent été, comme Robert Hirsch (Molière du meilleur acteur en 2014), Catherine Hiegel (Molière de la meilleure actrice en 2012), Rod Paradot (Molière du meilleur espoir masculin en 2018), Frank Langella (Tony Awards du Meilleur Acteur en 2016) , Kenneth Cranham (Laurence Olivier Award du Meilleur Acteur en 2016) ou encore Alfred Molina (Los Angeles Critic Circle Award du meilleur acteur en 2021)…
En 2024, il reçoit le Prix du Théâtre de l'Académie française pour l'ensemble de son œuvre dramatique.

### Reconnaissance internationale

#### Le Père
Depuis sa création en France en 2011, La Vérité a été jouée dans une trentaine de pays. À Londres notamment, elle a rencontré un accueil exceptionnel avant d'être nommée "meilleure comédie de l'année" aux Laurence Olivier Awards en 2017.
Mais c'est surtout sa pièce Le Père qui connaît un très grand succès à l'étranger. Lors de sa création à Londres, elle est élue « meilleure pièce de l'année » par le journal The Guardian.
Selon l’Evening Standard, elle est l'une des « meilleures pièces du XXIe siècle ». The Times la classe également parmi "les plus grandes pièces du siècle",.
Elle est ensuite créée dans plus de 45 pays, dont les États-Unis, la Chine, le Brésil, l'Australie, l'Inde, Israël, l'Afrique du Sud, l'Allemagne, l'Espagne, l'Italie, la Pologne, et a reçu de nombreux prix à travers le monde.

#### Avant de s'envoler
Avant de s'envoler est créée à Londres en septembre 2018 sous le titre The Height of the Storm et connait, elle aussi, un grand succès. Elle est élue « meilleure pièce de l'année 2018 ». Elle est ensuite créée à Broadway en septembre 2019 avec la même distribution et a reçu le Prix de la Critique à New York.
Elle est considérée comme l'une des « meilleures pièces du XXIe siècle » par le journal The Guardian.

#### Une trilogie familiale
Ses trois pièces, Le Père, La Mère et Le Fils ont initialement été conçues par l'auteur comme une trilogie autour de la santé mentale (la démence sénile, la dépression et les pulsions suicidaires). Ces trois pièces font aujourd'hui partie des pièces les plus jouées dans le monde.
Lors de la publication de cette trilogie en un recueil en 2021, les éditions Gallimard présentent ainsi les thèmes de l'oeuvre : 

« La douleur : tel est le motif commun de cette « trilogie involontaire », selon l’expression de son auteur. Celle du père, lorsque tout ce qui l’entoure se déforme peu à peu, lieux, visages, objets. Celle de la mère, que le sentiment de solitude terrasse, après le départ de son enfant. Celle du fils enfin, atteint d’un mal-être que rien ne semble pouvoir guérir.
Mais, tandis que les certitudes se muent en sables mouvants, l’humour et la dérision ne cessent d’émailler les répliques, ancrant les personnages de ces « farces noires » dans une réalité illusoire, juste avant le point de bascule. Le sentiment tragique d’un trouble dans le réel rend ces pièces universelles, et fait de Florian Zeller l’auteur francophone vivant le plus joué dans le monde. »

La Mère est créée à New York en février 2019 avec Isabelle Huppert dans le rôle principal,.
Elle connaît de nombreuses autres productions, comme à Madrid en 2023 autour de l'actrice Aitana Sánchez-Gijón, à Buenos Aires en 2024 autour de l'actrice légendaire Cecilia Roth ou encore à Tokyo en 2024 au Metropolitan Theater.
Le Fils est créée à Londres en 2019 et reçoit un accueil critique exceptionnel. Selon The Times, elle est « l'une des pièces les plus brillantes de la décennie ». Elle connaît par la suite, une cinquantaine de créations à travers le monde.
Sa pièce la plus récente, intitulée Des trains à travers la plaine, connaît une première mondiale à Londres en février 2022 sous le titre The Forest.

#### Influences
Zeller a souvent cité Harold Pinter comme un auteur ayant exercé une forte influence sur son écriture,. En 2016, dans un entretien avec Mark Lawson, pour The Guardian, il dit : 

« Le matériau littéraire que j'utilise est assez simple. Ce n'est pas un théâtre lyrique. Ce sont des phrases presque banales. Ce qui m'intéresse, c'est ce qui se tient "derrière" l'apparente banalité des phrases. De ce point de vue, Pinter a été très important pour moi. C'est lui qui m'a fait comprendre cette ambivalence fondamentale du langage, son potentiel ludique, mais aussi tous les rapports de force souterrains qu'il véhicule, l'air de rien »

Cette influence apparaît principalement dans La Vérité, qui s'ouvre sur une citation de Trahisons. A plusieurs reprises, Zeller évoque également Jon Fosse comme un auteur l'ayant marqué, par la structure répétitive, voire obsessionnelle, de son langage. D'autres références, plus cinématographiques, traversent également son œuvre : dans plusieurs entretiens, Zeller cite par exemple David Lynch, sa dimension onirique et ses architectures complexes.

### Cinéma

#### The Father
Zeller entame la réalisation de son premier long métrage en 2019, The Father, adapté de sa pièce Le Père, avec pour interprètes Anthony Hopkins et Olivia Colman. Le film est présenté en janvier 2020 dans la sélection officielle du Festival de Sundance, où il reçoit un excellent accueil critique,,,,.
Il a été décrit par The Times comme « l'une des plus grandes expériences cinématographiques de la décennie ».
Après avoir également été sélectionné aux Festivals de Toronto, de Telluride, de San Sebastian et de Zurich, The Father obtient plus de 200 prix et nominations à travers le monde, dont deux Oscars, deux BAFTA, deux European Film Awards, le César du meilleur film étranger et le prix Goya du meilleur film européen.
Entre 2021 et 2022, il a été nommé "meilleur film" aux Oscars, aux Golden Globes, aux BAFTA et aux European Film Awards.
Il est considéré comme l'un des meilleurs films du début des années 2020,, voire comme l'un des meilleurs films du siècle,,.
Il obtient la 133ème place dans le classement professionnel d'IMDb des 250 meilleurs films de tous les temps et apparaît en 27ème position, entre Les Fraises sauvages d'Ingmar Bergman et Les 400 Coups de François Truffaut, dans la liste de Collider des "30 meilleurs drames de tous les temps".

#### The Son

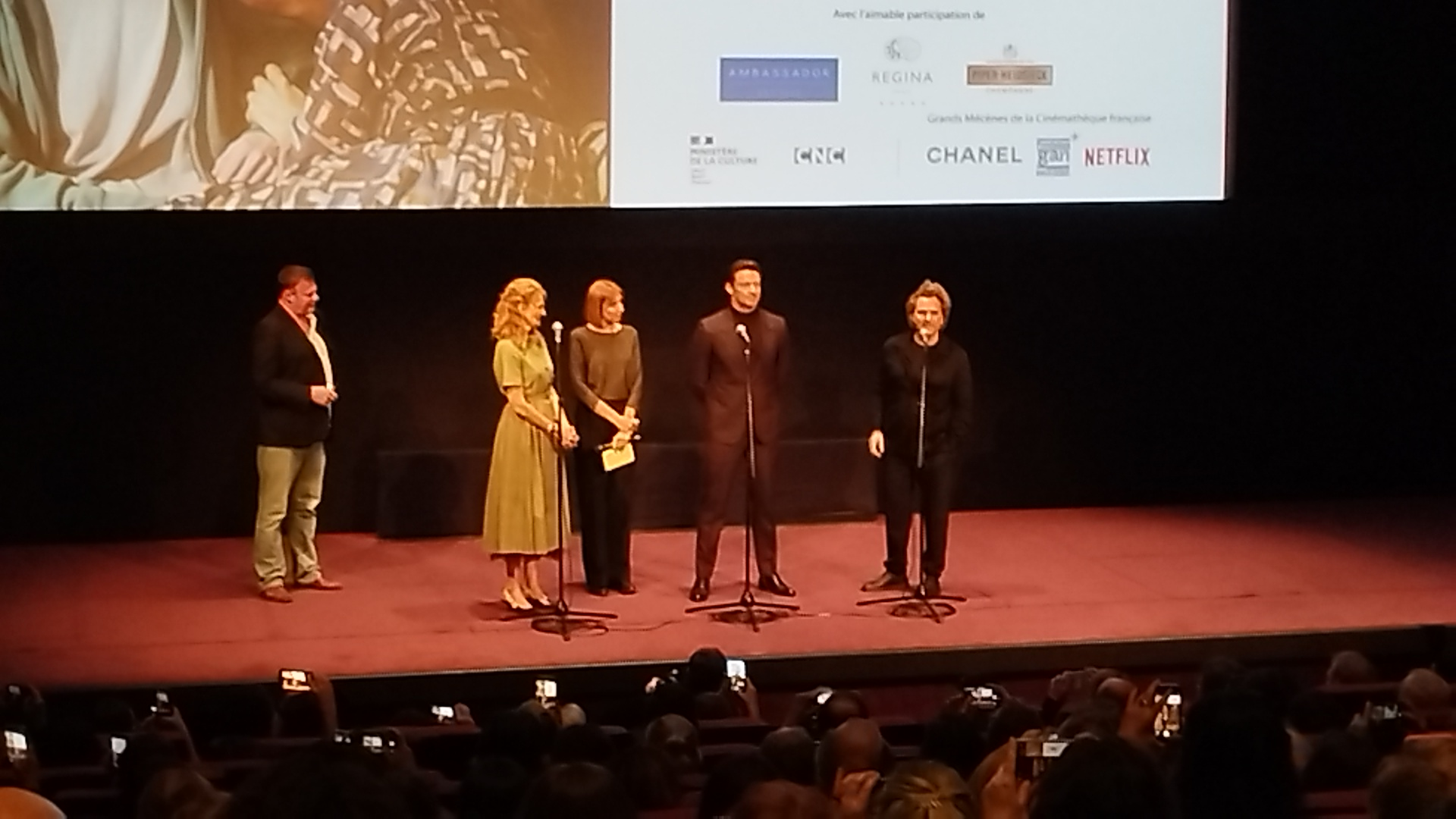
Laura Dern, Hugh Jackman et Florian Zeller lors de l'avant-première de The Son à la Cinémathèque française en février 2023.

En mars 2021, il est annoncé que Zeller travaille sur l'adaptation de sa pièce Le Fils et que Hugh Jackman et Laura Dern en interprètent les rôles principaux,,. En juin 2021, Vanessa Kirby rejoint officiellement le casting du film. Le tournage commence en août 2021 à Londres et s'achève à New York en octobre 2021. À la fin du tournage, il est annoncé qu'Anthony Hopkins fait également partie du casting.
En septembre 2022, The Son est sélectionné en compétition à la Mostra de Venise et au festival de Toronto. Lors de sa Première mondiale à Venise, il déclenche une standing ovation de plus de 10 minutes dans la salle,.

#### Bunker
En mai 2025, il est annoncé que Penélope Cruz et Javier Bardem joueront dans son troisième film, intitulé Bunker. Selon Deadline, ce thriller psychologique explore "la mise à l’épreuve d’un couple face aux tensions du monde qui les entoure, et aborde les peurs, les doutes et les dilemmes que cette époque pose à chacun d’entre nous". Le tournage est prévu pour l'automne 2025.

#### Production
En 2022, il fonde Blue Morning Pictures, une société de production franco-américaine, basée à Los Angeles. En 2023, elle est associée à la production du film du réalisateur iranien Babak Jalali, Fremont, qui remporte le Prix du Jury au Festival du cinéma américain de Deauville, ainsi qu'un Spirit Awards.
L'année suivante, Blue Morning Pictures co-produit Julie se tait, le premier long métrage de Leonardo Van Dijl, nommé à la Caméra d'or et récompensé deux fois à la Semaine de la critique du Festival de Cannes en mai 2024. Le film a représenté la Belgique aux Oscars 2025 dans la catégorie meilleur film international.

### Vie personnelle
Florian Zeller vit avec la comédienne Marine Delterme. Ils sont mariés depuis 2010. Ensemble, ils ont un fils né en 2008.

## Filmographie
Sauf indication contraire, les informations mentionnées dans cette section peuvent être confirmées par les bases de données cinématographiques IMDb et Allociné,  présentes dans la section « Liens externes ».

### Réalisateur
- 2008 : Nos dernières frivolités (court métrage)
- 2020 : The Father
- 2022 : The Son
- 2026 : Bunker

### Scénariste
- 2008 : Château en Suède (téléfilm) de Josée Dayan - adaptation de la pièce éponyme de Françoise Sagan
- 2014 : Une heure de tranquillité de Patrice Leconte - auteur de l'adaptation de sa propre pièce
- 2018 : Amoureux de ma femme de Daniel Auteuil - auteur de l'adaptation de sa propre pièce
- 2020 : The Father
- 2022 : The Son
- 2025 : Bunker

### Producteur
- 2016 : Le Mec de la tombe d'à côté (téléfilm) d'Agnès Obadia
- 2022 : The Son
- 2023 : Fremont de Babak Jalali
- 2024 : Julie se tait (Julie zwijgt)[93] de Leonardo Van Dijl
- 2025 : Bunker

## Spectacles

### Théâtre
- 2004 : L'Autre
- 2005 : Le Manège
- 2006 : Si tu mourais
- 2008 : Elle t'attend
- 2010 : La Mère
- 2011 : La Vérité
- 2012 : Le Père
- 2013 : Une heure de tranquillité
- 2015 : Le Mensonge
- 2016 : L'Envers du décor
- 2016 : Avant de s'envoler
- 2018 : Le Fils
- 2022 : The Forest

### Opéra
- 2004 : Háry János de Zoltán Kodály, livret Béla Pausini et Zsolt Harsanyi d’après János Garay, adaptation française Florian Zeller, mise en scène Jean-Paul Scarpitta, théâtre du Châtelet avec Gérard Depardieu

## Romans
- 2002 : Neiges artificielles, Flammarion
- 2003 : Les Amants du n’importe quoi, Flammarion
- 2004 : La Fascination du pire, Flammarion
- 2006 : Julien Parme, Flammarion
- 2012 : La Jouissance, Gallimard

## Chansons
- 2008 : participation à l'album Aimer ce que nous sommes de Christophe - notamment parolier de Tonight, tonight et de Parle-lui de moi

## Distinctions

### Cinéma
Sauf indication contraire, les informations mentionnées dans cette section peuvent être confirmées par les bases de données cinématographiques IMDb et Allociné,  présentes dans la section « Liens externes ».
| Récompense                                               | Catégorie                                 | Année | Œuvre      | Résultat   |
| -------------------------------------------------------- | ----------------------------------------- | ----- | ---------- | ---------- |
| France                                                   |                                           |       |            |            |
| César                                                    | Meilleur film étranger                    | 2022  | The Father | Lauréat    |
| Prix Lumière                                             | Meilleure coproduction internationale     | 2022  | The Father | Nomination |
| Paris Film Critics Awards                                | Meilleur premier film                     | 2022  | The Father | Lauréat    |
| Cineroman                                                | Meilleur film                             | 2022  | The Father | Lauréat    |
| États-Unis                                               |                                           |       |            |            |
| Oscars                                                   | Meilleur scénario adapté                  | 2021  | The Father | Lauréat    |
| Golden Globes                                            | Meilleur scénario                         | 2021  | The Father | Nomination |
| Critics Choice Awards                                    | Meilleur scénario                         | 2021  | The Father | Nomination |
| Directors Guild of America Awards                        | Meilleur réalisateur pour un premier film | 2021  | The Father | Nomination |
| Chlotrudis Awards                                        | Meilleur scénario                         | 2021  | The Father | Lauréat    |
| Boston Society of Film Critics Awards                    | Meilleur nouveau réalisateur              | 2021  | The Father | Lauréat    |
| San Diego Film Critics Society                           | Meilleur scénario                         | 2021  | The Father | Lauréat    |
| San Diego Film Critics Society                           | Meilleur réalisateur                      | 2021  | The Father | Nomination |
| Chicago Film Critics Association Awards                  | Meilleur scénario                         | 2021  | The Father | Nomination |
| Hawaii Film Critics Society Awards                       | Meilleur premier film                     | 2021  | The Father | Lauréat    |
| Sunset Circle Awards                                     | Meilleur scénario                         | 2021  | The Father | Lauréat    |
| Sunset Circle Awards                                     | Meilleur film                             | 2021  | The Father | Nomination |
| Sunset Circle Awards                                     | Meilleur réalisateur                      | 2021  | The Father | Nomination |
| Austin Film Critics Association Awards                   | Meilleur scénario                         | 2021  | The Father | Nomination |
| Satellite Awards                                         | Meilleur scénario                         | 2021  | The Father | Lauréat    |
| Mill Valley Film Festival                                | Meilleur film                             | 2021  | The Father | Lauréat    |
| Nevada Film Critics Society Awards                       | Meilleur scénario                         | 2021  | The Father | Lauréat    |
| Indiana Film Journalists Association Awards              | Meilleur film                             | 2021  | The Father | Lauréat    |
| Indiana Film Journalists Association Awards              | Meilleur scénario                         | 2021  | The Father | Nomination |
| Florida Film Critics Circle Awards                       | Meilleur réalisateur                      | 2021  | The Father | Nomination |
| Florida Film Critics Circle Awards                       | Meilleur premier film                     | 2021  | The Father | Lauréat    |
| Florida Film Critics Circle Awards                       | Meilleur scénario                         | 2021  | The Father | Nomination |
| Greater Western New York Film Critics Association Awards | Meilleur scénario                         | 2021  | The Father | Lauréat    |
| Greater Western New York Film Critics Association Awards | Révélation réalisateur                    | 2021  | The Father | Nomination |
| Music City Film Critics Association Awards               | Meilleur film                             | 2021  | The Father | Lauréat    |
| Music City Film Critics Association Awards               | Meilleur réalisateur                      | 2021  | The Father | Nomination |
| Hawaii Film Critics Society Awards                       | Meilleur film[source insuffisante]        | 2021  | The Father | Lauréat    |
| Hawaii Film Critics Society Awards                       | Meilleur réalisateur                      | 2021  | The Father | Nomination |
| Hawaii Film Critics Society Awards                       | Meilleur nouveau réalisateur              | 2021  | The Father | Nomination |
| Hawaii Film Critics Society Awards                       | Meilleur scénario                         | 2021  | The Father | Nomination |
| Discussing Film Critics Awards                           | Meilleur scénario                         | 2021  | The Father | Lauréat    |
| Chicago Indie Critics Awards                             | Meilleur film indépendant                 | 2021  | The Father | Lauréat    |
| Chicago Indie Critics Awards                             | Meilleur réalisateur                      | 2021  | The Father | Nomination |
| Chicago Indie Critics Awards                             | Meilleur scénario                         | 2021  | The Father | Nomination |
| San Diego Film Critics Society                           | Meilleur réalisateur                      | 2021  | The Father | Lauréat    |
| Houston Film Critics Society                             | Meilleur film                             | 2021  | The Father | Lauréat    |
| Satellite Awards                                         | Meilleur film                             | 2021  | The Father | Nomination |
| Satellite Awards                                         | Meilleur réalisateur                      | 2021  | The Father | Nomination |
| Hollywood Critics Association Awards                     | Meilleur film                             | 2021  | The Father | Lauréat    |
| Hollywood Critics Association Awards                     | Meilleur scénario                         | 2021  | The Father | Nomination |
| Royaume-Uni                                              |                                           |       |            |            |
| BAFTA                                                    | Meilleur film                             | 2021  | The Father | Nomination |
| BAFTA                                                    | Meilleur scénario adapté                  | 2021  | The Father | Lauréat    |
| BAFTA                                                    | Meilleur film britannique                 | 2021  | The Father | Nomination |
| BIFA                                                     | Meilleur film                             | 2021  | The Father | Nomination |
| BIFA                                                     | Meilleur scénario                         | 2021  | The Father | Lauréat    |
| BIFA                                                     | Meilleur réalisateur                      | 2021  | The Father | Nomination |
| London Critics' Circle Film Awards                       | Meilleur film britannique                 | 2021  | The Father | Nomination |
| Europe                                                   |                                           |       |            |            |
| Prix du cinéma européen 2021                             | Meilleur scénario européen                | 2022  | The Father | Lauréat    |
| Prix du cinéma européen 2021                             | Meilleur film européen                    | 2022  | The Father | Nomination |
| Prix du cinéma européen 2021                             | Meilleur réalisateur européen             | 2022  | The Father | Nomination |
| Italie                                                   |                                           |       |            |            |
| Mostra de Venise                                         | Lion d'or                                 | 2022  | The Son    | Nomination |
| Espagne                                                  |                                           |       |            |            |
| Prix Goya                                                | Meilleur film européen                    | 2021  | The Father | Lauréat    |
| Prix Sant Jordi du cinéma                                | Meilleur film étranger                    | 2021  | The Father | Lauréat    |
| Festival international du film de Saint-Sébastien        | Prix du public                            | 2020  | The Father | Lauréat    |
| Suède                                                    |                                           |       |            |            |
| Swedish Film Critics Circle Awards                       | Meilleur scénario                         | 2022  | The Father | Lauréat    |
| Guldbagge Awards                                         | Meilleur film étranger                    | 2022  | The Father | Nomination |
| Turquie                                                  |                                           |       |            |            |
| Turkish Film Critics Association                         | Meilleur film international               | 2021  | The Father | Lauréat    |
| Norvège                                                  |                                           |       |            |            |
| Prix Amanda                                              | Meilleur film étranger                    | 2021  | The Father | Nomination |
| Danemark                                                 |                                           |       |            |            |
| Bodil Awards                                             | Meilleur film en langue anglaise          | 2022  | The Father | Nomination |
| Danish Film Awards                                       | Meilleur film en langue anglaise          | 2022  | The Father | Nomination |
| Pologne                                                  |                                           |       |            |            |
| Polish Film Awards                                       | Meilleur film européen                    | 2022  | The Father | Lauréat    |
| Allemagne                                                |                                           |       |            |            |
| Funk Seen Film Festival Awards                           | Prix du public                            | 2022  | The Father | Nomination |
| Brésil                                                   |                                           |       |            |            |
| Grand Prix du Cinéma Brésilien                           | Meilleur film international               | 2021  | The Father | Nomination |
| Australie                                                |                                           |       |            |            |
| AACTA Awards                                             | Meilleur scénario                         | 2021  | The Father | Lauréat    |
| AACTA Awards                                             | Meilleur film                             | 2021  | The Father | Nomination |
| Chine                                                    |                                           |       |            |            |
| Golden Rooster Awards                                    | Meilleur film international               | 2020  | The Father | Lauréat    |
| Golden Rooster Awards                                    | Meilleur film international               | 2023  | The Son    | Nomination |
| Golden Panda Awards                                      | Meilleur scénario                         | 2023  | The Father | Lauréat    |

### Théâtre
| Récompense                                 | Catégorie                  | Année | Œuvre                                   | Résultat   |
| ------------------------------------------ | -------------------------- | ----- | --------------------------------------- | ---------- |
| France                                     |                            |       |                                         |            |
| Grand Prix Théâtre de l’Académie française | Meilleur Auteur            | 2024  | Pour l'ensemble de son oeuvre théâtrale | Lauréat    |
| Prix Jeune Théâtre de l’Académie française | Meilleure pièce de théâtre | 2006  | Si tu mourais                           | Lauréat    |
| Molières                                   | Meilleure pièce de théâtre | 2014  | Le Père                                 | Lauréat    |
| Molières                                   | Meilleure pièce de théâtre | 2011  | La Mère                                 | Nomination |
| Molières                                   | Meilleure pièce de théâtre | 2018  | Le Fils                                 | Nomination |
| Prix du Brigadier                          | Meilleur auteur            | 2014  | Pour l'ensemble de son oeuvre           | Lauréat    |
| Prix de la SACD                            | Meilleur auteur            | 2019  | Pour l'ensemble de son oeuvre           | Lauréat    |
| Globes de cristal                          | Meilleure pièce de théâtre | 2007  | L'Autre                                 | Lauréat    |
| Globes de cristal                          | Meilleure pièce de théâtre | 2013  | Le Père                                 | Nomination |
| Globes de cristal                          | Meilleure pièce de théâtre | 2014  | Une Heure de tranquillité               | Nomination |
| Globes de cristal                          | Meilleure pièce de théâtre | 2018  | Le Fils                                 | Nomination |
| États-Unis                                 |                            |       |                                         |            |
| Tony Awards                                | Meilleure pièce de théâtre | 2016  | Le Père                                 | Nomination |
| Outer Critics Circle Award                 | Meilleure pièce de théâtre | 2016  | Le Père                                 | Nomination |
| Outer Critics Circle Award                 | Meilleure pièce de théâtre | 2020  | Avant de s'envoler                      | Lauréat    |
| Drama League Awards                        | Meilleure pièce de théâtre | 2016  | Le Père                                 | Nomination |
| Los Angeles Drama Critics Circle Award     | Meilleure pièce de théâtre | 2020  | Le Père                                 | Lauréat    |
| Royaume-Uni                                |                            |       |                                         |            |
| Laurence Olivier Awards                    | Meilleure pièce de théâtre | 2016  | Le Père                                 | Nomination |
| Laurence Olivier Awards                    | Meilleure comédie          | 2017  | La Vérité                               | Nomination |
| Evening Standard Theatre Awards            | Meilleure pièce de théâtre | 2016  | Le Père                                 | Nomination |
| Theatre Awards UK                          | Meilleure pièce de théâtre | 2016  | Le Père                                 | Lauréat    |
| Manchester Theatre Awards                  | Meilleure pièce de théâtre | 2018  | Le Père                                 | Lauréat    |
| WhatsOnStage Awards                        | Meilleure pièce de théâtre | 2016  | La Mère                                 | Nomination |
| WhatsOnStage Awards                        | Meilleure pièce de théâtre | 2017  | Le Fils                                 | Nomination |
| Japon                                      |                            |       |                                         |            |
| Kazuo Kikuta Awards                        | Meilleure pièce de théâtre | 2019  | Le Père                                 | Lauréat    |
| Prix Yomiuri                               | Meilleure pièce de théâtre | 2020  | Le Père                                 | Lauréat    |
| Hong Kong                                  |                            |       |                                         |            |
| Hong Kong Drama Awards                     | Meilleure pièce de théâtre | 2018  | Le Père                                 | Lauréat    |
| Hong Kong Drama Awards                     | Meilleure pièce de théâtre | 2018  | La Vérité                               | Nomination |
| Canada                                     |                            |       |                                         |            |
| Jessie Richardson Awards                   | Meilleure pièce de théâtre | 2020  | Le Père                                 | Lauréat    |
| Brésil                                     |                            |       |                                         |            |
| Aplauso Awards                             | Meilleure pièce de théâtre | 2017  | Le Père                                 | Lauréat    |
| Israël                                     |                            |       |                                         |            |
| Academy Theatre Awards                     | Meilleure pièce de théâtre | 2016  | Le Père                                 | Nomination |
| Allemagne                                  |                            |       |                                         |            |
| Prix Friedrich-Luft                        | Meilleure pièce de théâtre | 2017  | Le Père                                 | Nomination |
| Irlande                                    |                            |       |                                         |            |
| Irish Times Theatre Awards                 | Meilleure pièce de théâtre | 2017  | Le Père                                 | Nomination |
| Mexique                                    |                            |       |                                         |            |
| Cartelera Awards                           | Meilleure pièce de théâtre | 2024  | Le Père                                 | Lauréat    |
| ACPT Awards (Prix de la critique)          | Meilleure pièce de théâtre | 2024  | Le Père                                 | Lauréat    |
| Pérou                                      |                            |       |                                         |            |
| Teatro en el Peru Awards                   | Meilleure pièce de théâtre | 2024  | La Mère                                 | Lauréat    |

### Décorations
- 2010 :  Chevalier de l'ordre des Arts et des Lettres[148]
- 2022 :  Chevalier de la Légion d'honneur[149]

### Académie
- 2022 : Il est invité à rejoindre l'Académie des Oscars en tant que scénariste et réalisateur.

### Anecdotes
En 2021, Vanity Fair le nomme "français le plus influent du monde".

## Adaptations de ses œuvres par d’autres
Florian Zeller n'est pas le réalisateur des œuvres suivantes mais en est parfois le scénariste.
- 2014 : Une heure de tranquillité, film français réalisé par Patrice Leconte, d'après la pièce du même nom (scénario écrit par Florian Zeller lui-même)
- 2014 : Floride, film français réalisé par Philippe Le Guay, adaptation de la pièce Le Père de Zeller (scénario coécrit par Philippe Le Guay et Jérôme Tonnerre)
- 2018 : Amoureux de ma femme, film français réalisé par Daniel Auteuil, adaptation de sa pièce L'Envers du décor (scénario écrit par Florian Zeller lui-même)